# فیکوس

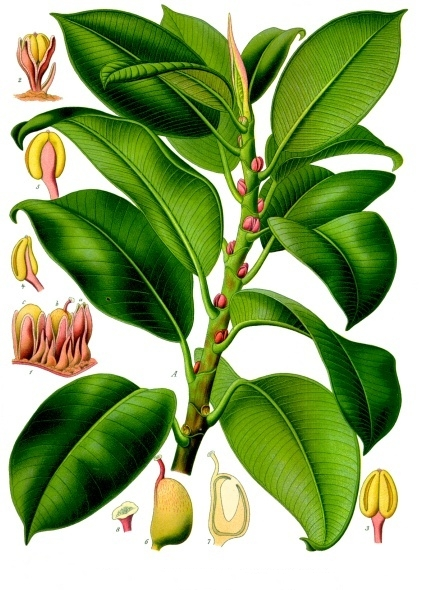
Illustration from Koehler's Medicinal-Plants 1887

فیکوس (نام علمی: Ficus elastica) نام یک گونه از سرده انجیر است. این درختچه زیبا معمولاً در محیط گلخانه ای و آپارتمان‌ها نگهداری می‌شود و برگ‌های آن به رنگ‌های سبز و یا ابلق دیده می‌شود. زادگاه گیاه فیکوس آسیای استوایی است. در هوای آزاد ارتفاع آن به ۳۰ متر می‌رسد. دارای شیرآبه مخصوص است که با زخمی شدن از پوست آن جاری می‌گردد. گیاهی مناسب، جهت نگهداری در منازل و آپارتمان می‌باشد. برگ‌ها پهن و براق و چرمی با نوک تیز و به صورت متناوب در طول ساقه می‌رویند. با ریزش برگ‌های پیر در قاعده، ساقه گیاه حالت بدمنظر به خود می‌گیرد که در این حالت می‌توان آن را از نزدیکی سطح خاک قطع تا گیاه جوان گردد و از اندام هوایی به عنوان منبع تکثیر استفاده نمود. شاخه جداشده از گیاه را می‌توان در آب و یا مستقیما در خاک ریشه دار نمود و به عنوان یک گیاه جدید استفاده کرد.

## نیازهای فیکوس
نور: اگر چه در سایه هم می‌تواند خود را زنده نگه دارد ولی رشد آن مطلوب نمی‌باشد. از معرض نور مستقیم آفتاب در امان نگهدارید. فیکوس به نور پشت پنجره نیاز دارد.
دما: حداقل درجه حرارت در زمستان ۱۶ درجه سانتیگراد و حداکثر آن در تابستان ۲۹ درجه سانتیگراد است.
آبیاری: هرگز اجازه ندهید خاک گلدان باتلاقی شود. در فاصله بین دو آبیاری خاک گلدان باید خشک شود. با آب ولرم آبیاری کنید. هفته‌ای دوبار در تابستان و یکبار در زمستان کافی است.
رطوبت: حداقل هفته‌ای یکبار غبار پاشی کنید، با بالا رفتن درجه حرارت در تابستان غبار پاشی را بیشتر کنید.
تغذیه: جهت تأمین مواد غذایی گیاه را با کودهای مایع یا جامد محلول در آب هر دو هفته یکبار کوددهی نمایید.
خاک مناسب: بهترین خاک، خاک لیمونی است.
تعویض گلدان: اگر رشد فیکوس سریع است هر سال احتیاج به تعویض گلدان با یک اندازه بزرگتر دارد. در صورت عدم امکان ۷–۵ سانتیمتر از خاک‌های سطحی گلدان را با خاک غنی از مواد غذایی و نو تعویض و هر دو هفته یکبار کوددهی نمایید. شوک وارده به گیاه مریض در اثر تعویض گلدان ممکن است باعث تلف شدن آن گردد. گلدان گیاه مریض را تا بهبودی کامل تعویض نکنید.
تمیز نمودن برگ‌ها: برگ‌ها را با ملایمت با پارچه پنبه‌ای یا اسفنج مرطوب تمیز نمایید. از مواد براق کننده شیمیایی در هر ماه فقط یکبار استفاده نمایید.
تکثیر: گرفتن قلمه حداقل با یک برگ در بهار و ریشه‌دار کردن آنها در درجه حرارت ۲۷–۲۴ درجه سانتیگراد صورت می‌گیرد. خوابانیدن هوایی هم روش دیگر تکثیر این گیاه است. به این ترتیب که با یک کارد تیز در زیر محل اتصال برگ به تنه، خراش کوچک به طول یک سانتیمتر به موازات همدیگر در طول ساقه ایجاد کرده و با مالیدن مقداری شن نرم آغشته به هورمون تولید ریشه روی خراش‌ها، آنها را با خزه و دستمال کاغذی خیس پوشانده و با یک کیسه پلاستیکی محکم ببندید. ریشه‌ها پس از چند ماه ظاهر شده و می‌توانید شاخه را از بخش زیرین ریشه قطع نموده و در گلدان جدید کاشت نمایید.

## عوارض و درمان فیکوس

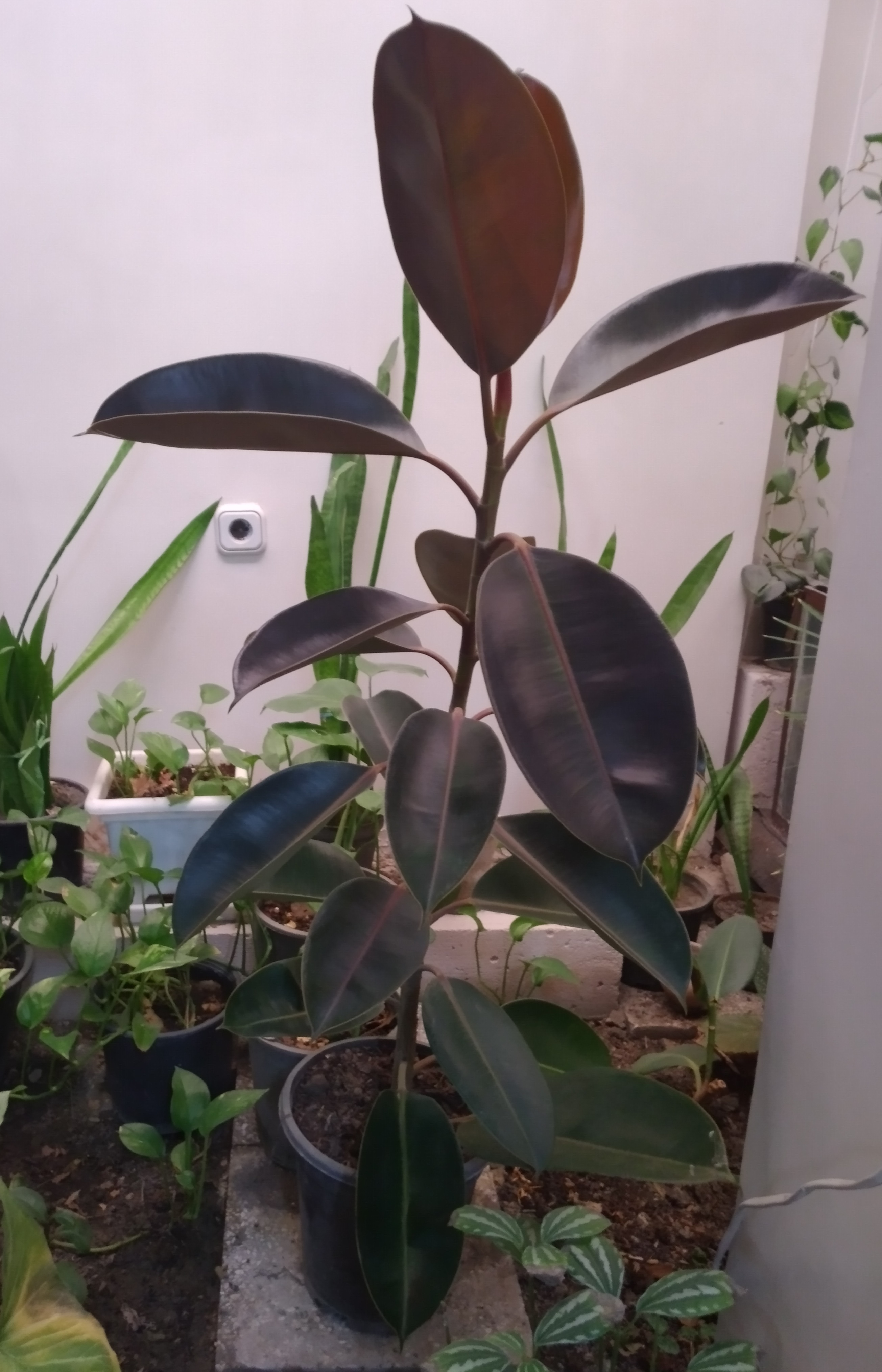
فیکوس بلک.

برگ‌های به شکل رنگ پریده و ریز هستند: گیاه احتیاج به کوددهی دارد.
برگ‌ها بی‌رنگ شده‌اند: نور زیاد است. گیاه را به محل کم نورتری منتقل نمایید.
در زیر برگ‌ها و روی ساقه لکه‌های برجسته قهوه‌ای مشاهده می‌گردد: عارضه مربوط به حمله حشره آفت است. هر ماه یکبار با سم حشره کش نفوذی گیاه را سمپاشی نمایید. با پنبه آغشته به سم نیز می‌توانید لکه‌ها را مسموم کنید.
زخم‌های پنبه‌ای شکل سفید در سطح برگ‌ها ظاهر می‌شوند: عامل آن حشره آفت است هر دو هفته یکبار تا رفع علایم با سم حشره کش نفوذی گیاه را سم پاشی نمایید. با بررسی مخصوص آغشته به محلول سم نیز می‌توانید زخم‌های سفید پنبه‌ای شکل را مسموم نمایید.
برگ‌ها دارای لکه‌های قهوه‌ای هستند و به‌طور ناگهانی سقوط می‌کنند: هوا خیلی سرد است گلدان را به محل گرمتری ببرید.
لکه‌های زرد روی برگ‌ها است و تار عنکبوت زیر آنها مشاهده می‌گردد: کنه قرمز ریز، عامل آن است هر دو هفته یکبار با سم کنه کش سمپاشی نمایید. غبار پاشی در کاهش آفت مؤثر است.
لکه‌های سوخته روی برگ‌ها نمایان شده‌است: در آفتاب غبار پاشی نکنید. گیاه را از معرض اشعه مستقیم آفتاب در امان نگهدارید. برگ‌ها لوله شده و آویزان هستند: گیاه تشنه است. گلدان را به مدت ۱۵ دقیقه درون تشت پر از آب قرار دهید و آبیاری را تنظیم کنید.
برگ‌های پایینی زرد شده و سقوط می‌کنند: آبیاری بیش از اندازه است. اجازه دهید سطح خاک در فاصله بین دو آبیاری خشک شود سپس آبیاری کنید. این عارضه در گیاهان مسن طبیعی است.

### بهترین کود برای گیاه فیکوس
گیاه فیکوس برای حفظ شادابی و رشد سالم به کوددهی منظم نیاز دارد. استفاده از کودهای مناسب و متعادل می‌تواند نیازهای تغذیه‌ای این گیاه را برآورده کند و به رشد بهتر برگ‌ها و تقویت ریشه‌ها کمک کند.

#### ویژگی‌های بهترین کود برای گیاه فیکوس
1. ترکیب متعادل NPK:
  - کود باید حاوی مقادیر متعادل از نیتروژن (N)، فسفر (P)، و پتاسیم (K) باشد.
  - نیتروژن (N): برای رشد و شادابی برگ‌ها.
  - فسفر (P): تقویت ریشه‌ها و سلامت گیاه.
  - پتاسیم (K): به افزایش مقاومت گیاه در برابر بیماری‌ها و استرس‌های محیطی کمک می‌کند.
2. مواد مغذی ریزمغذی:
  - وجود عناصری مانند آهن، منیزیم، کلسیم و روی برای رشد بهتر ضروری است.
3. کودهای مایع یا گرانول:
  - کودهای مایع برای گیاهان آپارتمانی مانند فیکوس مناسب‌ترند، زیرا جذب سریع‌تری دارند.

#### کودهای پیشنهادی برای گیاه فیکوس
1. کودهای عمومی گیاهان آپارتمانی:
  - کودهای متعادل با نسبت 20-20-20 یا 10-10-10.
  - این نوع کودها مواد مغذی اساسی را به طور متعادل تأمین می‌کنند.
2. کودهای غنی از نیتروژن:
  - اگر فیکوس شما برگ‌های کمرنگ یا زرد دارد، از کودهایی با نیتروژن بیشتر استفاده کنید.
3. کودهای آلی (ارگانیک):
  - مانند کود کمپوست، کود دامی پوسیده یا کودهای زیستی که مواد مغذی طبیعی و بلندمدت تأمین می‌کنند.
4. کود آهن یا عناصر ریزمغذی:
  - برای جلوگیری از زرد شدن برگ‌ها (کلروز)، می‌توانید از کودهای حاوی آهن و منیزیم استفاده کنید.

#### نحوه کوددهی به گیاه فیکوس
1. زمان کوددهی:
  - در فصل رشد (بهار و تابستان) هر 2 تا 4 هفته یک‌بار کوددهی کنید.
  - در فصل خواب (پاییز و زمستان) کوددهی را متوقف یا به ماهی یک‌بار محدود کنید.
2. دوز مناسب:
  - همیشه دستورالعمل روی بسته‌بندی کود را مطالعه کنید. استفاده بیش از حد از کود می‌تواند باعث سوختگی ریشه‌ها شود.
  - در صورت استفاده از کود مایع، آن را با آب رقیق کنید (معمولاً به نسبت 1:2 یا 1:3).
3. روش کوددهی:
  - کود را در اطراف ریشه بریزید و سپس گیاه را آبیاری کنید تا مواد مغذی به ریشه‌ها برسد.
4. کودهای برگ‌پاشی:
  - برای جذب سریع‌تر، می‌توانید از محلول کود مایع روی برگ‌های گیاه اسپری کنید.

#### نکات مهم در کوددهی فیکوس
- از کوددهی بیش از حد خودداری کنید: تجمع نمک‌های معدنی در خاک می‌تواند به ریشه آسیب برساند.
- خاک را بررسی کنید: اگر خاک فقیر است، کوددهی را افزایش دهید؛ در غیر این صورت، برنامه کوددهی را کاهش دهید.
- کود مخصوص: اگر از کودهای مخصوص گیاهان آپارتمانی استفاده می‌کنید، مطمئن شوید که فاقد مواد شیمیایی مضر برای فیکوس باشد.

با کوددهی مناسب و منظم، گیاه فیکوس شما شاداب‌تر و مقاوم‌تر خواهد شد و برگ‌های زیبای آن جلوه بیشتری به محیط شما می‌بخشند.